# Tchkalovo
Tchkalovo (Чкалово) est un village du Kazakhstan-Septentrional appartenant depuis 1997 au raïon de Taïyncha, siège de l'arrondissement rural du même nom qui regroupe aussi les villages de Novo-Beriozovka et Petrovka. Sa population était de 3 274 habitants au recensement de 2009.

## Géographie
Le village est à 48 kilomètres au sud-est de Taïyncha, à 167 mètres d'altitude. 

## Histoire
Le village est fondé en 1936, lorsque à l'époque de la répression stalinienne des populations entières de minorités ethniques venant de la république socialiste soviétique d'Ukraine sont déportées au nord du Kazakhstan. Celles envoyées ici sont des Polonais originaires de districts autonomes polonais de la région de Jitomir. Ils construisent d'abord des baraquements et l'endroit prend le nom de « point n°12 » (la zone comprenait 13 points de relégation). Il s'unit au village de Blucherovo (du nom allemand « Blücher ») fondé par des koulaks Allemands du Kazakhstan quelques années plus tôt. L'ensemble prend le nom de Tchkalovo en 1939, d'après le nom du pilote soviétique Valeri Tchkalov.

## Population
Le village regroupait 4 021 habitants en 1999 et 3 274, en 2009.

## Infrastructures et commerces
Tchkalovo est reliée par autocar aux localités voisines.
Tchkalovo possède un supermarché (ancien Univermag), une maison de la Culture russophone (style architectural des années 1970), une maison de la Culture polonaise, des écoles primaires et secondaires, une clinique, des commerces de proximité.

## Culte
Tchkalovo comprend une paroisse catholique dont l'église de briques néo-gothique (avec des pignons à échelons), placée sous le vocable des apôtres saint Pierre et saint Paul, domine tout le village par son clocher. Elle dépend du doyenné de Petropavlovsk au sein de l'archidiocèse d'Astana et se trouve 11 rue Tchkalov. Elle abrite la mission locale de la Société du Christ pour les émigrants de Pologne. La paroisse est aidée par deux sœurs de la congrégation des Servantes de l'Immaculée Conception, congrégation fondée en Pologne par le bienheureux Edmund Bojanowski (1814-1871), qui s'occupent du catéchisme et des soins aux malades.